# ماكسيم كريسي
ماكسيم كريسي (مواليد 8 مايو 1997) هو لاعب تنس محترف أمريكي، أعلى تصنيف له في الفردي كان ال59 في يناير 2022.

## روابط خارجية
- ماكسيم كريسي على موقع رابطة محترفي التنس (الإنجليزية)
- ماكسيم كريسي على موقع الاتحاد الدولي لكرة المضرب (الإنجليزية)
- ماكسيم كريسي على موقع خلاصة التنس.كوم (الإنجليزية)
- ماكسيم كريسي على موقع إي إس بي إن.كوم (الإنجليزية)